# Samar Ben Koelleb
Samar Ben Koelleb, née le 15 novembre 1995, est une athlète handisport tunisienne, active dans la catégorie F41.
À l'occasion des Jeux paralympiques d'été de 2016 à Rio de Janeiro, elle remporte une médaille d'argent au lancer du poids, tout en terminant quatrième à l'épreuve du lancer du disque.
Lors des championnats du monde d'athlétisme handisport 2017 à Londres, elle remporte une médaille de bronze au lancer du disque F41.